# Mumbai City Football Club
Mumbai City Football Club, sau Mumbai City FC, este un club de fotbal din Mumbai, India. Participă în Indian Super League.

## Rivalități
FC Goa, Mohun Bagan

## Jucători notabili
- Lallianzuala Chhangte
- Diego Forlán
- Nikos Karelis

## Stadion
Mumbai Football Arena
Capacitate: 7000 locuri